# 中村誠 (空手家)
中村 誠（なかむら まこと、男性、1952年〈昭和27年〉6月20日 - ）は、日本の武道家であり、空手指導者。宮崎県出身。国際空手道連盟 極真会館中村道場の総帥。段位は十一段。
身長183cm、体重120kgという恵まれた体格を活かし、世界大会2連覇（第2回・第3回オープントーナメント全世界空手道選手権大会）の偉業を唯一達成したことから、“ KING OF KYOKUSHIN ” の異名を持つ。

## 来歴

### 幼少時代から極真会館入門まで
宮崎県西臼杵郡日之影町に7人兄弟の4男として生まれる。小学生時代は山道を2 - 3時間かけて通い、中学時代は卓球・陸上競技を行い、高校時代はサッカーをやっていた。サッカー部の顧問であった今元教諭は「サッカーを目いっぱいやれ。おまえなら、サッカーで進学できるぞ」と中村の才能を見抜き期待した。しかし、中村が中学生の時に父親が倒れ、住み込みで働く事を条件に高校進学していたため、放課後は住み込み先の仕事をするのが殆どであった。1缶100キログラムのプロパンガスの配達を23時まで、毎日行っていた。「スクワットをやっているようなものだった」と中村は語るが、幼少時代から身体を動かしていた事が基礎体力の増強に繋がった事は確かで、後の中村の空手の強さに繋がった。
高校卒業後は上京して食品工場に就職。その後、劇画『空手バカ一代』で大山倍達の存在を知り、興味を抱く。極真会館への入門も続くか続かないかは別にして、大山に会いたい一心で空手を続けていた。山崎照朝・佐藤勝昭・大石代悟・東孝らの指導や影響を受けたが、その様子を
「大山（倍達）館長に認められるのに時間かかりましたよ。初対面で『まあ、頑張りなさい。でも、キミは続かないよ』と言われましてね。“カラダが大きいのは極真カラテは続かない”という風潮が当時、あったんですよ。白帯で初めての審査の時に頑張ってええ組手して、飛び級だと思ったら水色帯なんですよ。それ以降の審査も一段一段上がりましたからね、帯は。ということは館長はそれほど期待していないんですわ。僕に対しても『いつまで続くのかねぇ、この男は？』って感じでね。私に期待しとったら、飛び級したっていいじゃないですか。強いんだから、そこそこ。自惚れて言うじゃないけども。
館長がよく話し掛けてくれるようになったのは、茶帯取ってからですわ。山崎先輩によく可愛がられてねえ（笑）。可愛がられたっていうのはメシ食わしてもらったとかじゃないんですよ。私らで言う可愛がられたっていうのは、組手の相手させられる事だからね。それで山崎先輩が館長に『あの中村っていうのはいいですよ』と言ってくれたらしいんですわ。まあ、そういう事で会社も辞めて、本部に入って、空手一本の生活になったわけですよ」
と述懐している。

### 全日本大会出場と1度目の全世界選手権制覇
1977年（昭和52年）4月に中村は、ハワイで開催された「日本代表極真会館チームvsハワイ代表チーム」がフルコンタクト空手の対抗戦に参戦した。日本代表には中村の他には東孝が参加しており、千葉真一が空手の真剣勝負をする事でも話題となった対抗戦であった。中村はこの場で対戦相手をパンチで2メートルほど飛ばした。大山倍達はこの戦いぶりに大いに機嫌を良くして、帰国後周囲に「中村がパンチで相手を5メートル吹っ飛ばした」と語っていた。同年秋に開催された第9回オープントーナメント全日本空手道選手権大会に初出場し、3位入賞を果たした。1978年（昭和53年）第10回全日本選手権でも3位入賞をした。しかし、大山倍達は中村に期待していたぶん、3位に不満があった。大山倍達は何かが足りないと思い、中村を、当時最高師範だったアメリカ在住の大山茂のもとへ武者修行に出した。茂の下では竹刀で叩かれながら指導を受け、この頃に突きから蹴り、蹴りから突きへのコンビネーションを身につけた。
帰国後の1979年（昭和54年）5月に開催された第11回全日本選手権において、準々決勝で川畑幸一（同大会第7位）、準決勝で東孝（同大会第3位）、決勝で三瓶啓二を破り、念願の初優勝を果たすと同時に、同年秋に開催される第2回オープントーナメント全世界空手道選手権大会への日本代表権を勝ち取った。同年8月26日に中村誠は13時から、本部道場で百人組手に挑戦したものの、35人で断念した。しかし、この百人組手は梶原一騎プロデュースの映画『四角いジャングル』の撮影でセッティングされたもので、中村本人も直前に「挑戦しなさい」と大山の命があって、挑んだ百人組手であった。
秋に全世界選手権が開催され、中村は予定通りエントリーし、3回戦のハンス・ドルフ・ラングレンに苦戦した以外は順調に勝ち進み、準々決勝で川畑（同大会第8位）、準決勝で東（同大会第4位）、決勝で三瓶を破り、世界王者となった。この頃から、「極真の重戦車」の名を不動のものとした。

### 兵庫支部開設と全世界選手権を2連覇
第2回全世界選手権後の1981年（昭和56年）中村は大山倍達より兵庫県支部長の認可を受け、本部道場を離れる。芦屋市にある仏教会館に支部発足最初の道場を設立後、支部発足2年後には常設道場を尼崎市に開設した。一方で1980年（昭和55年）の第12回オープントーナメント全日本空手道選手権大会では決勝まで進むが延長3回の末、体重と試割り判定で三瓶啓二に敗れる。1981年（昭和56年）の第13回全日本選手権も再び三瓶と戦い、同じように体重と試割り判定で負け、2年連続準優勝となった。しかし、第11回全日本選手権から4回連続、三瓶と決勝で対戦している事から、マスメディアは三誠時代と呼んでいた。
1982年（昭和57年）の第14回全日本選手権では4回戦でアデミール・ダ・コスタと対戦。試合は予想に反して延長2回までもつれ込む激戦となった。アデミールは、中村の前蹴りを下段払いと、フットワークで回り込みながら、左後ろ回し蹴りや後ろ蹴りで反撃。左変則回し蹴りで中村は顔面に蹴りを入れられるなど、アデミールのペースで試合は進み、判定3対0で敗北した。
中村は選手権大会から退く事を宣言し、兵庫支部の運営に専念しだす。1983年（昭和58年）の第15回全日本選手権にも出場せず、周囲は完全に引退したと思っていたが大山倍達の命により、1984年（昭和59年）の第3回オープントーナメント全世界空手道選手権大会に推薦で出場する事となった。
大会初日、2日目は順調に勝ち上がり、迎えた最終日の4回戦で「イギリスの黒豹」の異名を持つマイケル・トンプソンと対戦。延長2回で一旦は中村に優勢勝ちと判定が下ったが、最高審判長である大山倍達は「明確な決着がつくまで試合を続行する」事をアナウンスした。結局合計5回の延長戦にまでもつれ込み、技ありを奪って辛勝した。その後は順調に勝ち進み、準決勝でアデミール・ダ・コスタと再戦。滑らかなフットワークと多彩な蹴り技でここまで全く危なげなく勝ち進んできたアデミールに対して、一度敗れている中村が苦戦をするという予想が大勢を占めたが、結果は全く逆となり中村が一気に詰め寄り、突き・蹴りと攻撃し、アデミールはただ後退を繰り返し、場外へ逃げる展開であったため、大差の判定で中村はアデミールに勝利し、雪辱を果たした。決勝では「三誠時代」という一時代を築いた宿敵・三瓶と対戦。延長1回5対0で三瓶を下し、前人未到の全世界選手権連覇を成し遂げ、再び世界チャンピオンとなった。

### 指導者として
全世界選手権を連覇後、選手権大会から引退した中村は後進の指導に専念する。世界チャンピオンという金看板とその懇切丁寧な指導で、梶原隆広（三重支部長）・西山芳隆（大阪西支部長）・橋爪秀彦（北大阪支部長）・保田 敏夫(大阪中央支部長)・高尾正紀（大阪東支部長）・田ケ原正文（大阪なみはや支部長）ら全世界大会の日本代表選手をはじめ、各種大会での優勝者や上位入賞者となった弟子を育てている。特に第3回オープントーナメント全日本ウエイト制空手道選手権大会で軽量級で梶原、中量級で橋爪、重量級で西山と全階級制覇を成し遂げた。1987年（昭和62年）の第4回全世界選手権、1995年（平成7年）の第6回 - 2003年（平成15年）の第9回全世界選手権まで弟子を日本代表団に送り込んでいる。こういった実績は中村の「人材育成能力」の高さを証明し、2003年（平成15年）に中村は、日本代表選手団監督に就任した。
選手権大会開催も積極的に行い、1983年（昭和58年）の県下交流試合から、1985年（昭和60年）には兵庫県空手道選手権大会を開催した。現在では毎年4月に開催される大阪府空手道選手権大会兼OSAKA'S CUP、7月の全関西空手道選手権大会、12月のKOBE'S CUP、2月の播州カップを定期的に開催している。いずれの大会も参加選手800人に達する規模である。そして関西地区本部長を兼任するため6月開催の全日本ウェイト制選手権の主管を務めている。さらに近隣支部主催の地区大会へも審判長として精力的に参加し、ロシアやポーランドなどの国々でのセミナーに招聘されて、指導に赴いている。
また、兵庫県の他にも、1984年（昭和59年）大山倍達の命で大阪府南部も管轄をする事になり、大阪南支部を発足させた。分裂騒動後は総本部の命により、大阪府の北部、西部、東部を自分の弟子である西山、橋爪、保田、高尾、田ケ原らが道場を開設する事で、兵庫、大阪の基盤を磐石とした。1996年（平成8年）には、神戸に本道場、サブ道場、ウエイトルーム、オフィス、内弟子宿泊施設等を整えた県総本部道場を竣工。2016年（平成28年）12月4日に極真会館（松井派）を離れ、国際空手道連盟 極真会館中村道場の総帥として活動を続けている。

## 人物
組手同様な剛腹さと、それとは裏腹に繊細さを併せ持つ人柄は多くの人々を魅了した。竹隆光は中村を「飲みに行くと中村誠が一番女の子にモテた。無邪気な性格だし、歌はうまいし、女性との接し方もうまかった。それといろんな人間を見てきましたが、あの男の飲む量、食べる量は半端じゃなかった。焼肉食べ放題の店を一軒か二軒、潰しているんじゃないかと思いますよ。次から次へと追加して、そのうち従業員が出てこなくなりましたから（笑）」と回顧した。

## 組手スタイル
その体格からパワーの組手と思われがちだが、実際は左右の突き、中段回し蹴り、前蹴り、膝蹴りを主軸に、上段、下段回し蹴り、後ろ回し蹴り、後ろ蹴りを使いこなし、突きから蹴り、蹴りから突きへのコンビネーションで連打ができる事に秀でていた。
松井章圭は「大山倍達総裁は、豪快な中に華麗さを備えた組手、特に自分と体質が同じ突きが強くて、華麗な組手をする人が好きでしたね。たとえば、中村誠師範であるとか。中村師範は勿論体格、パワーでも圧倒していましたが、スピードも速くて、突きから蹴りへの繋ぎのタイミングが絶妙だったですね」と評している。

## 逸話

### プロレス
第2回オープントーナメント全世界空手道選手権大会後に新日本プロレスから契約金5,000万円（当時）で勧誘されたが、プロレスへの転向を断った。
女子プロレスラーの堀田祐美子とバット吉永は門下生であり、堀田は全日本女子プロレスのオーディションに一度は不合格となったが、中村の推薦により入門が認められた。

### 結婚式での出来事
第14回オープントーナメント全日本空手道選手権大会後に引退を宣言し、大山倍達の仲人で結婚式を挙げた。第3回全世界選手権の出場を当初、中村は考えていなかったが、その考えを翻す出来事が結婚式で起きた。それは、大山が祝辞で結婚する両人へお祝いの言葉を述べるのではなく「世界大会の前に結婚して引退するとは何事だ。世界大会に出なさい。それまでは盆も正月もない」と復帰をしろという命令をその場でした。中村の親族はあまりの大山の迫力に、唖然としてしまった。

### 大震災と分裂騒動、その後
1995年（平成7年）1月17日に阪神・淡路大震災を被っていた中村は、自分の事は後回しにし、近隣の住人の救出活動に専念していた。この頃、極真会館は分裂騒動の前兆が出ていた頃で支部長会議に出席するよう何度も督促が来ていたが、数人の弟子を失った中村は現地での対応を優先し、会議には参加しなかった。その後も復旧作業や支援を優先していたため、4月に勃発した松井館長を信任できないとする支部長たちの退会や独立、新派結成、いわゆる分裂騒動に巻き込まれることはなかった。中村は病床の大山を見舞った時、直接「不満はあるだろうが、松井章圭を中心に第2次新会館建設委員会を発足する。応援してやってくれ」と言われていたので、大山が松井を後継者にしたと判断し、そのまま松井章圭を館長とする極真会館に残った。
2016年（平成28年）12月4日に公式ウェブサイト上において、松井章奎の組織（極真会館松井派）から離れ、新たに「国際空手道連盟 極真会館中村道場」として活動していくことを表明した。

## 記録

### 大会出場＆成績
- 1977年（昭和52年）4月 日本代表極真会館チームvsハワイ代表チーム対抗戦出場 優勢勝ち 開催地：ハワイ
- 1977年（昭和52年）10月 第9回オープントーナメント全日本空手道選手権大会3位

|          | 1回戦    | 2回戦    | 3回戦    | 4回戦  | 準々決勝 | 準決勝 | 3位決定戦 |
| -------- | -------- | -------- | -------- | ------ | -------- | ------ | --------- |
| 対戦相手 | 川野道弘 | 高橋行夫 | 黒田弘幸 | 竹隆光 | 三瓶啓二 | 東孝   | 浜井識安  |
| 結果     | ○        | ○        | ○        | ○      | ○        | ×      | ○         |

- 1978年（昭和53年）3月 ハワイ大会出場
- 1978年（昭和53年）11月 第10回全日本選手権3位

|          | 1回戦  | 2回戦    | 3回戦    | 4回戦    | 準々決勝 | 準決勝   | 3位決定戦 |
| -------- | ------ | -------- | -------- | -------- | -------- | -------- | --------- |
| 対戦相手 | 日域学 | 宮本信行 | 鈴木俊光 | 伊藤藤行 | 鈴木勝   | 二宮城光 | 廣重毅    |
| 結果     | ○      | ○        | ○        | ○        | ○        | ×        | ○         |

- 1979年（昭和54年）3月 アメリカ・アラバマ州空手道選手権大会重量級3位
- 1979年（昭和54年）4月 アメリカ・コネチカット州選手権重量級優勝
- 1979年（昭和54年）5月 第11回全日本選手権優勝

|          | 1回戦      | 2回戦    | 3回戦    | 準々決勝 | 準決勝 | 決勝     |
| -------- | ---------- | -------- | -------- | -------- | ------ | -------- |
| 対戦相手 | 久保田金三 | 加藤友昭 | 瀬戸秀二 | 川畑幸一 | 東孝   | 三瓶啓二 |
| 結果     | ○          | ○        | ○        | ○        | ○      | ○        |

- 1979年（昭和54年）11月 第2回オープントーナメント全世界空手道選手権大会優勝 ※1回戦はシード

|          | 2回戦            | 3回戦                      | 4回戦             | 5回戦               | 準々決勝  | 準決勝 | 決勝     |
| -------- | ---------------- | -------------------------- | ----------------- | ------------------- | --------- | ------ | -------- |
| 対戦相手 | ヘンリー・チョイ | ハンス・ドルフ・ラングレン | J・マックシェリー | K・シャーレンベルグ | 川畑 幸一 | 東孝   | 三瓶啓二 |
| 結果     | ○                | ○                          | ○                 | ○                   | ○         | ○      | ○        |

- 1980年（昭和55年）11月 第12回全日本選手権準優勝

|          | 1回戦    | 2回戦  | 3回戦    | 4回戦    | 準々決勝 | 準決勝 | 決勝     |
| -------- | -------- | ------ | -------- | -------- | -------- | ------ | -------- |
| 対戦相手 | 浜井麗充 | 脇内勉 | 渡辺和貴 | 伊藤藤行 | 矢島史郎 | 為永隆 | 三瓶啓二 |
| 結果     | ○        | ○      | ○        | ○        | ○        | ○      | ×        |

- 1981年（昭和56年）11月 第13回全日本選手権準優勝

|          | 1回戦    | 2回戦    | 3回戦  | 4回戦  | 準々決勝 | 準決勝   | 決勝     |
| -------- | -------- | -------- | ------ | ------ | -------- | -------- | -------- |
| 対戦相手 | 斉藤正義 | 国本武市 | 中村仁 | 脇内勉 | 竹山晴友 | 白石昌幸 | 三瓶啓二 |
| 結果     | ○        | ○        | ○      | ○      | ○        | ○        | ×        |

- 1982年（昭和57年）11月 第14回全日本選手権ベスト16

|          | 1回戦    | 2回戦    | 3回戦    | 4回戦                  |
| -------- | -------- | -------- | -------- | ---------------------- |
| 対戦相手 | 秋月哲明 | 千葉信吾 | 国本武市 | アデミール・ダ・コスタ |
| 結果     | ○        | ○        | ○        | ×                      |

- 1984年（昭和59年）1月 第3回全世界選手権優勝 ※1回戦はシード

|          | 2回戦            | 3回戦        | 4回戦                | 5回戦                        | 準々決勝             | 準決勝                 | 決勝     |
| -------- | ---------------- | ------------ | -------------------- | ---------------------------- | -------------------- | ---------------------- | -------- |
| 対戦相手 | A.L.・バーナード | F.J.・ソリス | マイケル・トンプソン | ミカエル・ソーデルクヴィスト | デェイブ・グリーブス | アデミール・ダ・コスタ | 三瓶啓二 |
| 結果     | ○                | ○            | ○                    | ○                            | ○                    | ○                      | ○        |

## ビデオ
- 『中村誠 世界2連覇 勝利の王者』　MEDIA8、1996年（平成8年）